# Взятие Шибао
Взятие Шибао (кит. 石堡城之战) — одно из сражений во время третьей танско-тибетской войны, произошедшее в 749 году.
В 736 году началась третья тибетско-китайская война, которая продолжалась сорок шесть лет. Основным районом боевых действий по-прежнему оставалась территория вокруг озера Кукунор и восточнее. Тибетцы ежегодно совершали осенью рейды в пограничные районы государства Тан во время уборки урожая. Местные китайские власти были не в силах оказывать сопротивление налетчикам, и люди называли эти районы «тибетской житницей», так как китайцы выращивали хлеб, а урожай доставался тибетцам. 
28 декабря 741 года тибетская армия отбила город-крепость Шибао (в современном Синине, Цинхай), расположенный на высокой горе-утёсе. После того, как Шибао был занят тибетцами, он стал их опорным пунктом для нападений на Хэхуан и другие области Китая. Танская армия много раз предпринимала атаки на Шибао, но в конечном итоге терпела неудачу, поскольку подступ к крепости по горным дорогам был длинным и опасным, что позволяло легко обороняться, но трудно атаковать.
В июне 749 года император Сюаньцзун приказал недавно назначенному наместнику военного округа Лунъю Гэ Шуханю (Гэшу Ханю) возглавить войска общей численностью 63 000 человек, чтобы снова атаковать Шибао.
Защитников крепости насчитывалось несколько сотен человек, но они воспользовались преимуществами рельефа местности, чтобы удержать свои позиции, и перекрыли единственную горную дорогу, ведущую в Шибао, камнями и скатываемыми бревнами. Танская армия атаковала в течение нескольких дней и понесла тяжелые потери.
Гэ Шухань хотел казнить командиров авангарда и двух своих заместителей, Гао Сюяня и Чжан Шоуюя. Последние попросили еще три дня, сказав, что казнить никогда не будет поздно, если они не смогут прорваться.
В конце концов, ценой десятков тысяч жертв город Шибао был захвачен, как и планировалось, и 400 человек, включая тибетского военачальника Те Цзянь Синоро (Тьерена Синуоло), были взяты в плен. 
После взятия в Шибао был размещен гарнизон специально созданной армии Шэньу для борьбы с тибетцами. К 750 году китайцы, развивая свои успехи на западе, поставили под свой контроль все города-государства Таримского бассейна, а также Гилгит и Вахан; союзницей Тан стала Фергана. Вражда правителей Ташкента и Ферганы стала поводом к столкновению арабов и китайцев, приведшему к Таласской битве.